# Anteros formosus
Anteros formosus is een vlindersoort uit de familie van de prachtvlinders (Riodinidae), onderfamilie Riodininae.
Anteros formosus werd in 1777 beschreven door Cramer.